# Koncentrační tábor

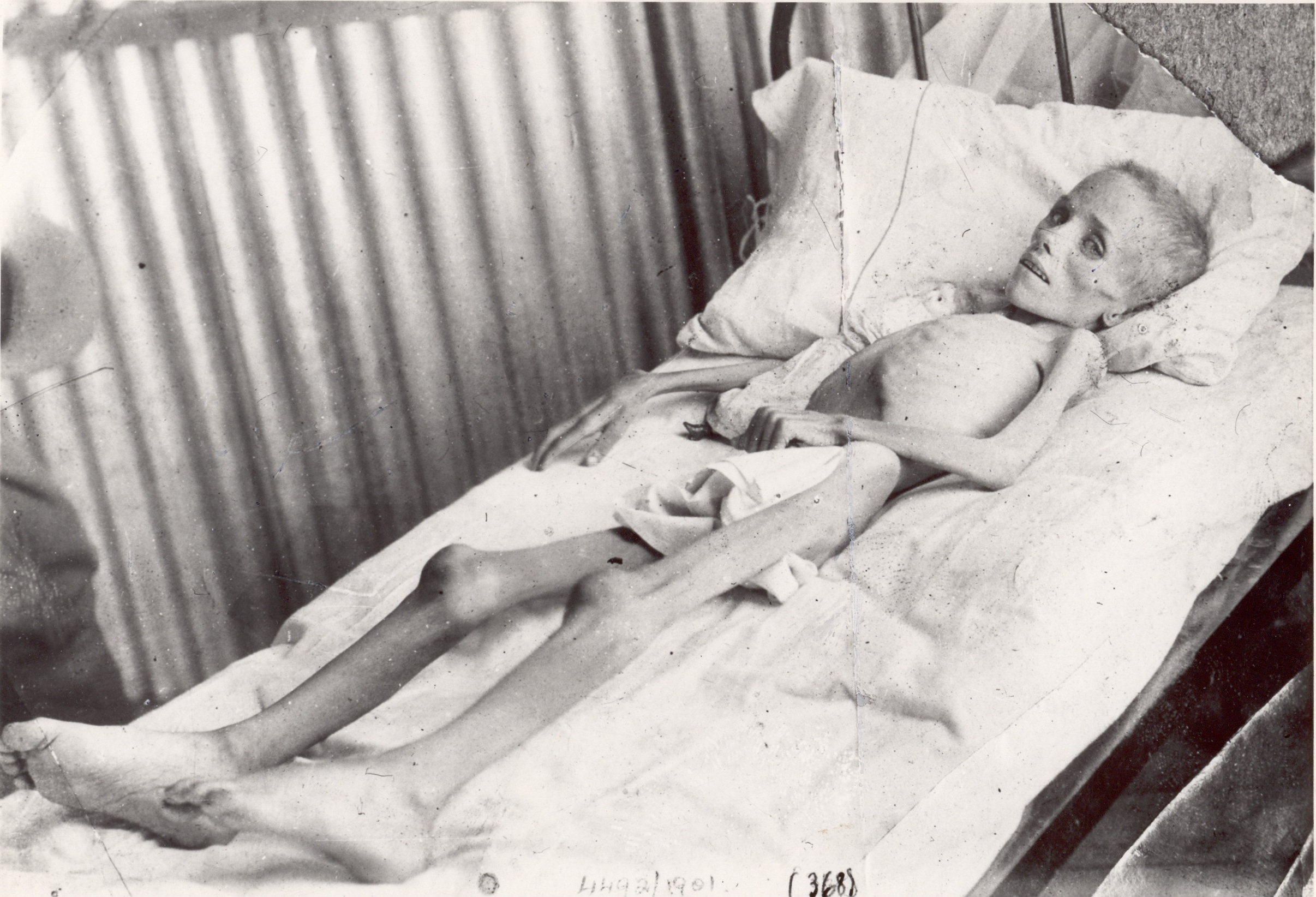
Podvyživená búrská dívka v britském koncentračním táboře

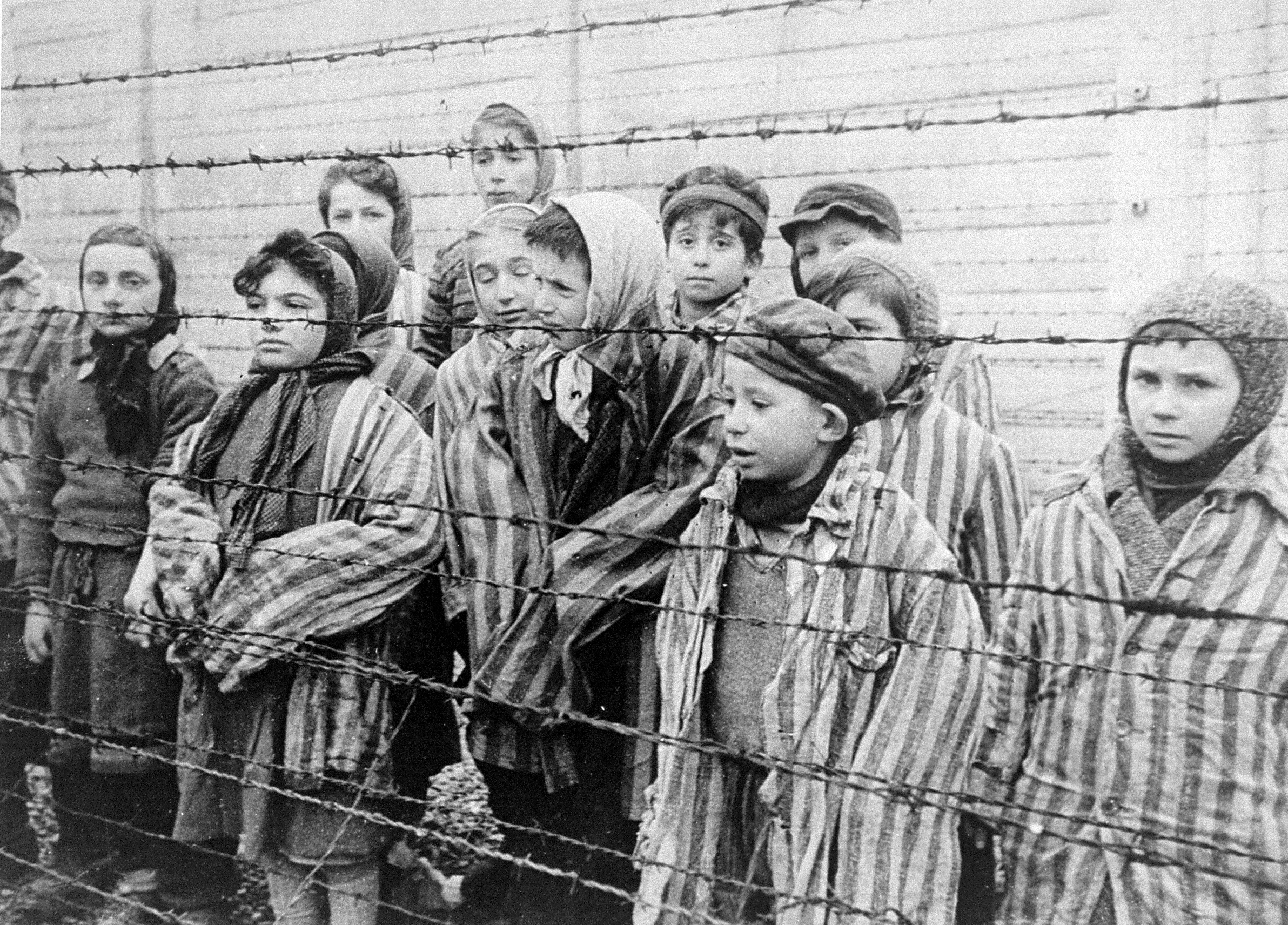
Židovské děti určené k lékařským pokusům krátce po osvobození tábora Auschwitz Rudou armádou

Koncentrační tábor, v češtině hovorově také koncentrák nebo lágr (z něm. Lager = tábor), je místo sloužící k hromadné internaci nebo věznění lidí, kteří sem jsou umísťováni i bez řádného soudu nebo jiného právního důvodu. Označení koncentrační tábor bylo nejdříve používáno ve smyslu internačních táborů pro civilní obyvatelstvo v 19. století (např. ve Spojených státech pro indiány, v jižní Africe v průběhu druhé búrské války). Později byly jako „koncentrační“ označeny tábory, v nichž německý nacistický režim zadržoval, vykořisťoval, mučil a zabíjel své skutečné či údajné nepřátele. Poté, co byly nacistické koncentrační tábory v roce 1945 osvobozeny a byla odhalena jejich role v nacistické genocidě, stalo se označení koncentrační tábor synonymem nejhrubšího porušování lidských práv a postupně se přestalo používat jako oficiální označení existujících internačních táborů. Různá vězeňská a internační zařízení však jsou právě proto často popisována jako koncentrační tábory lidmi, kteří kritizují jejich existenci a způsob činnosti.

## Počátky
Termín koncentrační tábor byl pro internační tábor poprvé použit v roce 1896, kdy nechal španělský generál Valeriano Weyler y Nicolau „koncentrovat“ (tedy soustředit) kubánské obyvatelstvo do speciálních táborů.
Koncentrační tábory budovala i britská armáda během druhé búrské války v letech 1899–1902 v Jižní Africe (30 000 až 40 000 obětí).
Americká armáda v letech 1899–1902 při Filipínsko-americké válce také poprvé systematicky užila koncentrační tábory k internaci filipínského civilního obyvatelstva (přes 200 tisíc obětí).
Německá armáda v letech 1904–1909 v Jihozápadní Africe (Namibie) – Gobabis, Lüderitz, Shark Island, Swakopmund, Windhoek (60 000 až 70 000 obětí).[zdroj?]
Na evropském kontinentu vznikl první koncentrační tábor Thalerhof v Rakousku-Uhersku a fungoval od 4. září 1914 do 10. května 1917 ve Štýrském Hradci (Graz). Byl určený pro neloajální ruskojazyčné obyvatelstvo z oblasti Haliče (doloženo 1 767 obětí).
Od roku 1918 byly zřizovány koncentrační tábory v Sovětském Rusku, později SSSR s názvem Gulag. Tábory prošlo 18 milionů lidí, 1,6 milionu v nich zemřelo, z toho 25 000 Čechoslováků.

## Nacistické Německo

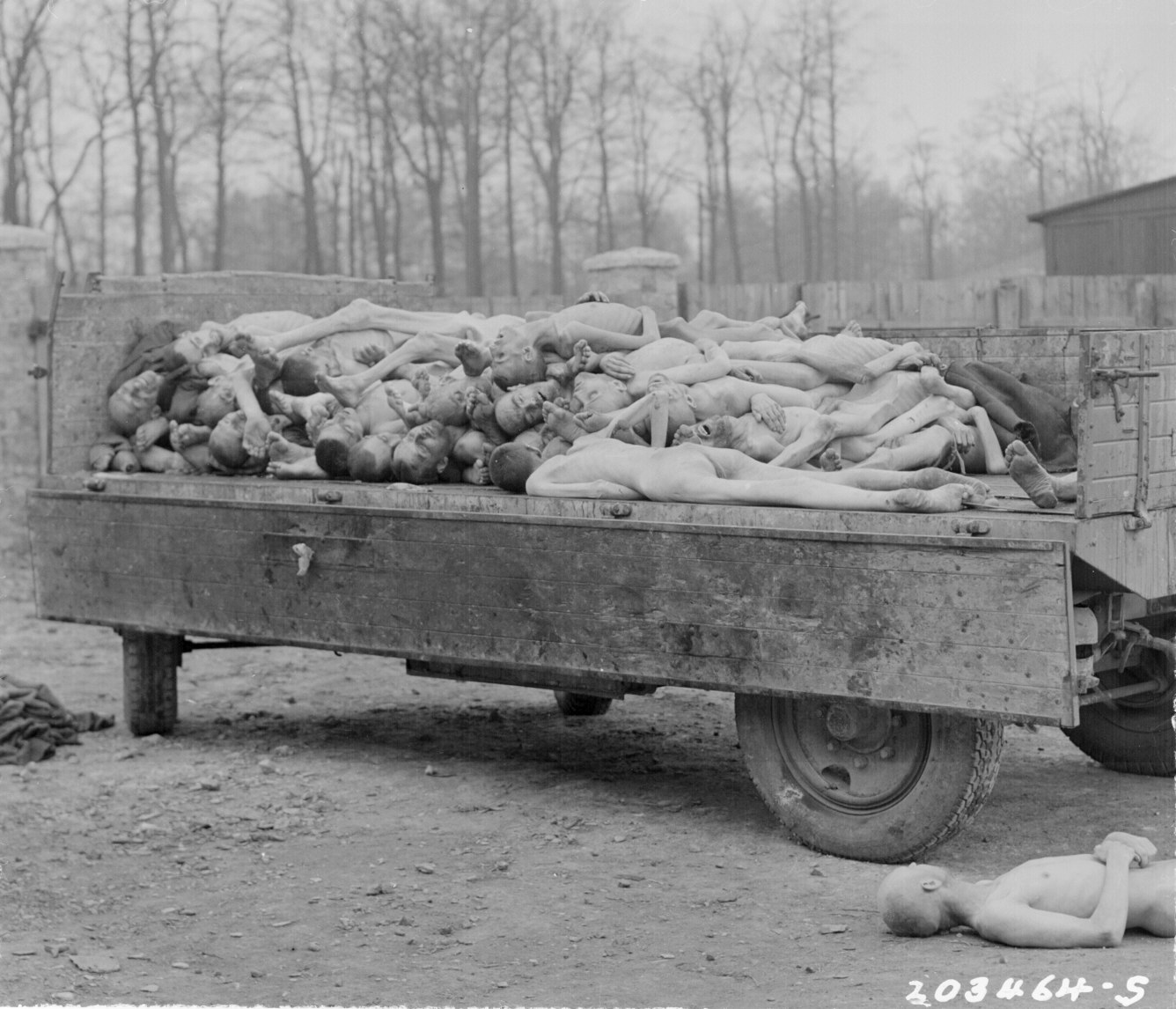
Mrtvoly lidí – koncentrační tábor Buchenwald

Mezi lety 1933–1945 založili nacisté kolem 20 000 různých táborů, kde věznili milióny obětí. Tábory byly používány pro řadu účelů: byly to pracovní tábory, tranzitní (průchozí) tábory, kde lidé čekali na další transport, a také tábory vyhlazovací určené výhradně k hromadnému vraždění lidí.
Pouhé dva měsíce vlády stačily Hitlerově NSDAP ke zřízení prvního koncentračního tábora, v Dachau (22. března 1933). V prvních letech nacistické vlády byly koncentrační tábory určeny především pro politické odpůrce režimu (podle NSDAP „nepřátele státu“), zejména komunisty a sociální demokraty, ale také pro homosexuály, Romy, Svědky Jehovovy (a další „asociální živly“); mezi vězněnými bylo samozřejmě nemalé procento Židů.
Od roku 1935, kdy byla uzákoněna rasová a biologická méněcennost „neárijského“ obyvatelstva Německa (Norimberské zákony), byli do koncentračních táborů posíláni také Židé.
Po anexi Rakouska v dubnu 1938 bylo mnoho německých a rakouských Židů deportováno do Dachau, Buchenwaldu a Sachsenhausenu. Masové zatýkání Židů probíhalo také po Křišťálové noci (96 Židů bylo zavražděno během ní, asi 30 000 posláno do koncentračních táborů) v listopadu 1938.
Po rozpoutání 2. světové války v září 1939 počet koncentračních (pracovních) táborů a jejich poboček rychle rostl. Statisíce občanů okupovaných zemí tu umíraly vyčerpáním, hladem či týráním (v některých byly na vězních prováděny pseudolékařské pokusy).
Od roku 1941 bylo nutné zvýšit počet táborů pro válečné zajatce. Některé tábory byly postaveny v již existujících táborových komplexech v Polsku (např. Osvětim). Tisíce sovětských zajatců byly např. zastřeleny či zplynovány v nově založeném táboře v Lublinu, později známém pod jménem Majdanek.
Židé (a Romové) z okupovaných zemí byly nejprve deportováni do shromažďovacích a průchozích táborů – ghett (např. Varšava, Lodž ad. v Polsku, Westerbork v Nizozemí, Drancy ve Francii, Terezín v Protektorátu Čechy a Morava). Ghetta byla „přestupními stanicemi“ na cestě do „stanic konečných“ – vyhlazovacích táborů (či „táborů smrti“) na území Polska. Vyhlazovací tábory měly zefektivnit masové vyhlazování židovského obyvatelstva (viz holokaust).
Prvním vyhlazovacím táborem bylo Chełmno (něm. Kulmhof), založeno v prosinci 1941, oběti zde byly vražděny v pojízdných nákladních autech (tzv. dušegubkách). Další vyhlazovací tábory vznikly v r. 1942 v Belžci, Sobiboru, Treblince a Březince (=něm. Birkenau – pobočný tábor v táborovém komplexu Osvětim). Vězni byli vražděni v plynových komorách a těla spalována v krematoriích. V Březince v době nejintenzivnějších deportací bylo denně plynováno až 8000 osob.
V různých druzích nacistických táborů, pod správou SS, byly vězněny a zavražděny milióny lidí. „Postupně koncentrační tábory přecházely do výlučné správy SS a jejich ostrahu převzaly strážní oddíly SS (SS-Totenkopfverbände). Na podzim 1939 byl do čela samostatného inspektorátu koncentračních táborů jmenován SS-Brigadeführer Richard Glücks, v roce 1942 inspektorát začleněn do Hlavního úřadu hospodářství a správy SS (WVHA) jako skupina D.“

## Chorvatsko
Během druhé světové války se koncentrační tábor nacházel i v Chorvatsku (tehdy Nezávislý stát Chorvatsko) – koncentrační tábor Jasenovac měl pět částí, také dokonce oddělení pro děti. Byli v něm uvězněni lidé především srbského původu, kteří vyznávali pravoslaví (oproti katolickým Chorvatům), Židé, Romové a Chorvaté nesouhlasící s touto politikou. Muslimští Bosňáci nebyli Chorvaty nijak perzekvováni.

## Přenesené označení
I po druhé světové válce jako „koncentrační tábory“ označovali a označují jejich kritici i další zařízení určená k internaci a věznění lidí, v nichž podle jejich názoru dochází k závažnému porušování lidských práv, třebaže tato zařízení oficiálně nesou jiný název. Například to byly či jsou:
- Pracovní tábory SSSR, Gulag – (rusky: ГУЛАГ, Главное Управление Исправительно-Трудовых Лагерей), budované na základě carských pracovních táborů za Lenina a dále rozšířené za Stalina.
- Ruské Filtrační tábory v Čečensku během tamních válek, v nichž byli zadržovaní a často brutálně týráni potenciální nepřátelé Ruska, tedy čečenští muži a chlapci.[17]
- Internační tábory pro příslušníky „nepřátelských“ národností na území Spojenců za druhé světové války, zejména USA, kde fungovaly např. internační tábory pro osoby japonského původu. Některé z nich se jako koncentrační tábory označovaly oficiálně.
- Vojenská věznice na námořní základně USA v Guantánamu na Kubě,[18][19][20] zřízená v roce 2002 v rámci války proti terorismu, zadržující osoby, podezřívané z účasti na mezinárodním terorismu či ze spolupráce s hnutím Taliban.
- Tábory zřizované vojenskými diktaturami (v Řecku 1948–1967, v Chile 1973–1989 a jinde).
- Zajatecké a internační tábory zřizované v průběhu občanské války v Jugoslávii válčícími stranami.[zdroj?]
- „Převýchovné“ tábory a věznice pro politické vězně v komunistických zemích. Dosud je ve velkém měřítku provozuje Severní Korea[21][22] a Čínská lidová republika (tzv. laogai).[23][24]
  - „Reedukační střediska v Sin-ťiangu“ zřízené v ČLR Si Ťin-pchingovým režimem pro „převýchovu“ Ujgurů a příslušníků některých dalších minorit.

## České země

### První a druhá republika
Ačkoliv už za Rakouska-Uherska existovaly donucovací pracovny, kam mohly úřady uvěznit „nepřizpůsobivé“ občany i bez soudního rozhodnutí a rovněž na konci 20. let byl schválen zákon o vzniku nucených pracovních kolonií pro potulné cikány, zařízení vzhledem a povahou blízká německým koncentračním táborům vznikla teprve za druhé republiky. Tak zvané kárné pracovní tábory (například Lety, Hodonín) byly původně také určeny pro „nepřizpůsobivé“ skupiny obyvatel, ale brzy do nich byli posíláni také političtí odpůrci, například španělští interbrigadisté, kteří se vrátili do republiky.

### Za druhé světové války
Za německé okupace v Českých zemích existovaly především pobočky velkých koncentračních táborů. Někdy byla pro umístění vězňů využita již existující táborová zařízení různých typů, například ubytovací dělnické tábory u velkých staveb, vojenská kasárna (Brno – Pod Kaštany), kárné pracovní tábory (Lety), ale i uprchlické tábory (Svatobořice). Většinou však byly postaveny tábory nové. Podle zjištění historiků na území dnešní ČR v průběhu 2. sv. války existovalo více než 600 táborů různého typu.
Některé koncentrační tábory a jejich pobočky, jak německy, tak česky vedené: Bílá Voda, Bílý Kostel nad Nisou, Božičany, Brněnec, Bruntál, Bukovany, Bystřice u Benešova, Dětřichov u Moravské Třebové, Hanušovice, Hodonínek u Kunštátu, Holýšov, Hradištko, Chrastava, Jezeří-Albrechtice, Jiřetín pod Jedlovou, Kamenický Šenov, Korunní, Kraslice, Křepenice, Lešany, Lety u Písku, Litoměřice, Lovosice, Mirošov, Most, Nové Město pod Smrkem, Nová Role, Olbramovice, Ostrov nad Ohří, Poříčí u Trutnova, Prameny Vltavy, Rabštejn, Richard u Litoměřic, Rtyně nad Bílinou, Rychnov u Jablonce nad Nisou, Skrochovice, Svatava, Teplice, Terezín, Vrchotovy Janovice

### Tábory pro Němce po druhé světové válce
Internační tábory pro Němce byly vytvářeny bezprostředně po druhé světové válce jednak k internaci německých vojáků, jednak k internaci obyvatel německé národnosti.
Některé z táborů vznikly prostou výměnou vězněných v bývalých německých koncentračních táborech (např. v Terezíně, Hodoníně u Kunštátu, Bystřici poblíž Benešova). V některých táborech se věznitelé v zacházení s vězněnými lidmi mohli poměřovat se svými nacistickými předchůdci.

### Komunistické tábory

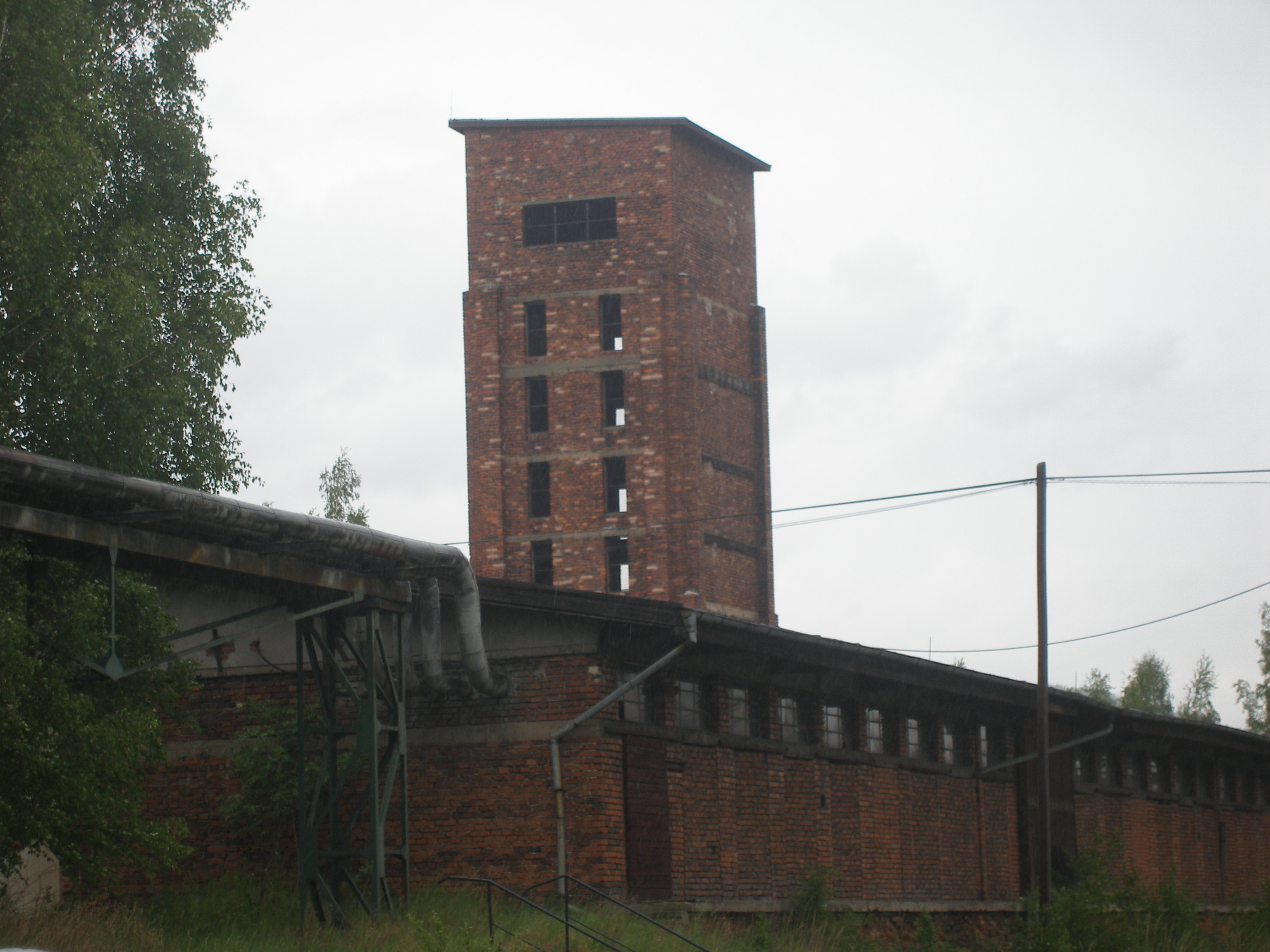
Věž smrti – bývalá třídička uranové rudy (Jáchymov)

V 50. letech 20. století komunistický režim v Československu své odpůrce trestal mimo jiné v táborech zřízených při těžbě uranové rudy; v dikci tehdejšího totalitního režimu šlo o tzv. tábory nucené práce (TNP) a nápravně pracovní tábory (NPT) zřizované v oblastech Horní Slavkov, Jáchymov a Příbram. Dále existovaly tzv. soustřeďovací kláštery, v nichž bylo v roce 1950 bez jakéhokoliv zákonného podkladu postupně vězněno přes 2300 kněží a řeholníků a asi 8000 řeholnic nebo vojenské „Pomocné technické prapory“ (PTP) a věznice.